# Microrégion du sertão de Senador Pompeu
 (février 2025).
Si vous disposez d'ouvrages ou d'articles de référence ou si vous connaissez des sites web de qualité traitant du thème abordé ici, merci de compléter l'article en donnant les références utiles à sa vérifiabilité et en les liant à la section « Notes et références ».

Localisation de la microrégion du sertão de Senador Pompeu

La microrégion du sertão de Senador Pompeu est l'une des quatre microrégions qui subdivisent la mésorégion des sertões cearenses, dans l'État du Ceará au Brésil.
Elle comporte 8 municipalités qui regroupaient 210 032 habitants en 2006 pour une superficie totale de 9 787 km2.

## Municipalités[1]
- Acopiara
- Deputado Irapuan Pinheiro
- Milhã
- Mombaça
- Pedra Branca
- Piquet Carneiro
- Senador Pompeu
- Solonópole